# 삼성 갤럭시 라운드
삼성 갤럭시 라운드(Samsung Galaxy Round)는 삼성전자에서 2013년 10월 10일에 출시한 안드로이드 스마트폰으로 세계 최초로 커브드 디스플레이를 탑재한 커브드 스마트폰이다.
운영체제업그레이드
4.3젤리빈~6.0 마시멜로

## 연혁
- 2013년 10월 10일 : 대한민국에서 판매 시작[6]

## 외형
갤럭시 라운드는 곡면 스마트폰이기 때문에 손에 자연스럽게 쥘 수 있으며, 뒷면에는 삼성 갤럭시 노트 3와 같은 가죽 느낌의 스티치 디자인을 적용하였다.

## 화면
스마트폰 최초로 플렉서블 디스플레이를 탑재하여 시각적 몰입도가 향상되며, 144.3mm 풀 HD 슈퍼 AMOLED 디스플레이를 적용하였다. 하지만 경쟁사 LG전자의 LG G 플렉스처럼 휘어지지는 않는다.

## 색상
- 럭셔리 브라운

## 특수 기능

### 라운드 인터랙션
갤럭시 라운드는 기기를 좌우로 기우는 것만으로도 다양한 기능을 사용할 수 있다.

#### 바운스 UX
- 음악 재생시 기기를 좌우로 기울이면 곡을 이전/다음 곡을 재생한다.
- 홈 화면이 꺼졌을 때도 기기를 좌우로 움직이면 날짜 및 시간, 부재중 전화, 새 메시지, 배터리 상태를 표시해준다.
- 물결 효과를 설정하면 잠금 화면에서 기기를 좌우로 움직이면 물결이 좌우로 흐르는 듯하는 인터랙션이 생긴다.

#### 사이드 미러
- 갤러리 이미지 화면을 누른 채로 좌우로 기울이면 앨범 목록이 나타난다.
- 동영상 재생 중 동영상 화면을 누른 채로 좌우로 기울이면 12구간으로 나누어진 동영상 챕터 목록이 나타나 원하는 챕터로 이동할 수 있다.

### 카메라 기능

#### 드라마 샷
빠르게 움직이는 사물의 연속모션을 한 장의 사진으로 합성한다.

#### 사운드 앤 샷
사진 촬영 당시의 소리를 사진과 함께 담아 저장한다.

#### 스토리 앨범
촬영한 사진을 메모, 위치정보, 날씨 등 다양한 내용과 함께 담아 마음에 드는 디지털 앨범으로 만든다.
이렇게 꾸민 디지털 앨범을 온라인으로 주문하여 실물 앨범으로 배송하는 것도 가능하다.

### 기타 기능

#### 챗온
챗온은 모바일메신저로 텍스트/ 음성/ 영상 채팅이 가능하며, 챗온 애니콘을 활용한 대화 및 챗온 API 기반으로 서비스연동이 가능하다.

#### 워치온
적외선 통신을 이용하여 에어컨, TV, 셋톱박스, DVD 플레이어 등의 기기 제어한다.

#### S 트랜슬레이터
이메일, 문자, 챗온 메시지 등을 송수신 중 바로 번역해 텍스트나 음성으로 번역한다.

#### exFAT
exFAT포맷을 지원하여 용량이 4 GB이상인 파일을 사용할 수 있으며, 외장메모리에도 이 기술이 적용되었다.

#### USB OTG
USB OTG를 지원하여 컴퓨터를 통하지 않아도 다른 기기나 스토리지와 직접 데이터 교환을 할 수 있다.

## 변형 기종

### 대한민국

#### SM-G910S
2013년 10월 10일 SK텔레콤 전용 모델로 출시하였다.

## 경쟁 기종
- LG G 플렉스
- LG G2
- 팬택 베가 LTE-A
- 팬택 베가 시크릿 업
- 애플 아이폰 5s

## 같이 보기
- 삼성 갤럭시 노트 엣지
- LG G 플렉스